# Gagarin (ort i Armenien)
Gagarin (armeniska: Գագարին) är en ort i Armenien. Den ligger i provinsen Gegharkunik, i den centrala delen av landet, 50 kilometer nordost om huvudstaden Jerevan. Gagarin ligger 1 892 meter över havet och antalet invånare är 1 305.
Terrängen runt Gagarin är kuperad österut, men västerut är den platt. Närmaste större samhälle är Hrazdan, 9,9 kilometer sydväst om Gagarin. 
Trakten runt Gagarin består till största delen av jordbruksmark. Runt Gagarin är det ganska tätbefolkat, med 72 invånare per kvadratkilometer.